# Dug
Dug je iznos sredstava, koje dužnik duguje vjerovniku. Dug je predmet odnosa između vjerovnika i dužnika, što uključuje i pravo vjerovnika i obveze dužnika, da se dug podmiri. 
Za dug se obično izdaje pismena potvrda (račun, obveznica) na kojoj piše iznos duga, a ponekad i plan otplate duga. 
Kredit ili zajam, vrsta je duga, kojim se kupuje proizvod s odgođenim plaćanjem. Na kredit se obračunavaju kamate. Ako dužnik ne vraća dug, vjerovnik ima pravo na sudsku tužbu. Ovrha je oblik naplate duga nakon završenog sudskog procesa. Ako dužnik nema dovoljno novca, da isplati dug vjerovniku, mogu se dogovoriti, da dug kompenziraju u proizvodima ili uslugama.
Javni dug je dug države prema vjerovnicima. Vanjski ili inozemni dug je dug jedne države prema drugoj ili prema međunarodnim institucijama. Papa Ivan Pavao II. zalagao se, da bogate zemlje Zapada otpišu vanjski dug siromašnim nerazvijenim zemljama. 
Kada pojedinac, poduzeće ili država ne mogu podmiriti dug proglašava se stečaj i dolazi do plana izlaska iz krize i načina naplate potraživanja.